# Onychopterocheilus sareptanus
Onychopterocheilus sareptanus är en stekelart som först beskrevs av Kurzenko 1976.  Onychopterocheilus sareptanus ingår i släktet Onychopterocheilus och familjen Eumenidae. Inga underarter finns listade i Catalogue of Life.